# Puchar Iberyjski w piłce siatkowej mężczyzn (2024)
Puchar Iberyjski w piłce siatkowej mężczyzn 2024 – druga edycja turnieju o Puchar Iberyjski w piłce siatkowej zorganizowana przez Portugalski Związek Piłki Siatkowej (Federação Portuguesa de Voleibol, FPV). Odbyła się w dniach 21-22 września 2024 roku w Nave Prof. Costa Pereira w Centro de Desportos e Congressos w Senhora da Hora (gmina Matosinhos).
W rozgrywkach uczestniczyły cztery kluby: CV Guaguas Las Palmas i Grupo Herce Soria z Hiszpanii oraz SL Benfica i Sporting CP z Portugalii. Turniej składał się z półfinałów, meczu o 3. miejsce i finału.
W pierwszym półfinale Sporting CP pokonał w czterech setach CV Guaguas, w drugim półfinale natomiast klub SL Benfica zwyciężył w trzech setach z Grupo Herce Soria.
Puchar Iberyjski zdobył Sporting, który w finale pokonał Benficę. Trzecie miejsce zajął CV Guaguas.

## Drużyny uczestniczące
W Pucharze Iberyjskim 2024 uczestniczyły po dwa najlepsze kluby z Hiszpanii i Portugalii w sezonie 2023/2024, tj. mistrz i zdobywca Pucharu Króla Hiszpanii – CV Guaguas Las Palmas, wicemistrz Hiszpanii – Grupo Herce Soria, mistrz Portugalii – SL Benfica oraz wicemistrz i zdobywca Pucharu Portugalii – Sporting CP.
| Drużyna               | Osiągnięcia w sezonie 2023/2024                |
| --------------------- | ---------------------------------------------- |
| CV Guaguas Las Palmas | mistrzostwo i zdobycie Pucharu Króla Hiszpanii |
| Grupo Herce Soria     | wicemistrzostwo Hiszpanii                      |
| SL Benfica            | mistrzostwo Portugalii                         |
| Sporting CP           | wicemistrzostwo i zdobycie Pucharu Portugalii  |
| Źródło:               |                                                |

## Drabinka
|  | Półfinały  | Półfinały             | Półfinały |  |  | Finał             | Finał                 | Finał             |
|  |            |                       |           |  |  |                   |                       |                   |
|  | Hiszpania  | CV Guaguas Las Palmas | 1         |  |  |                   |                       |                   |
|  | Portugalia | Sporting CP           | 3         |  |  |                   |                       |                   |
|  |            |                       |           |  |  | Portugalia        | Sporting CP           | 3                 |
|  |            |                       |           |  |  | Portugalia        | SL Benfica            | 1                 |
|  | Portugalia | SL Benfica            | 3         |  |  |                   |                       |                   |
|  | Hiszpania  | Grupo Herce Soria     | 0         |  |  | Mecz o 3. miejsce | Mecz o 3. miejsce     | Mecz o 3. miejsce |
|  |            |                       |           |  |  |                   |                       |                   |
|  |            |                       |           |  |  | Hiszpania         | CV Guaguas Las Palmas | 3                 |
|  |            |                       |           |  |  | Hiszpania         | Grupo Herce Soria     | 0                 |

## Rozgrywki

### Półfinały
| 21.09.2024 15:00 (UTC+1) | CV Guaguas Las Palmas | 1:3 (25:15, 20:25, 23:25, 23:25) raport – statystyki – scoresheet | Sporting CP | Nave Costa Pereira do CDC, Matosinhos Widzów: 200 Sędziowie: Carlos A. Robles i Sofia Costa |

| 21.09.2024 18:00 (UTC+1) | SL Benfica | 3:0 (30:28, 25:22, 26:24) raport – statystyki – scoresheet | Grupo Herce Soria | Nave Costa Pereira do CDC, Matosinhos Widzów: 300 Sędziowie: Pedro Pinto i Ricardo Ferreira |

### Mecz o 3. miejsce
| 22.09.2024 15:00 (UTC+1) | CV Guaguas Las Palmas | 3:0 (25:20, 26:24, 25:23) raport – statystyki – scoresheet | Grupo Herce Soria | Nave Costa Pereira do CDC, Matosinhos Widzów: 100 Sędziowie: Sofia Costa i Pedro Pinto |

### Finał
| 22.09.2024 18:00 (UTC+1) | Sporting CP | 3:1 (25:22, 18:25, 25:18, 25:22) raport – statystyki – scoresheet | SL Benfica | Nave Costa Pereira do CDC, Matosinhos Widzów: 573 Sędziowie: Ricardo Ferreira i Carlos A. Robles |

## Klasyfikacja końcowa
| Lp.     | Drużyna               |
| ------- | --------------------- |
| 1.      | Sporting CP           |
| 2.      | SL Benfica            |
| 3.      | CV Guaguas Las Palmas |
| 4.      | Grupo Herce Soria     |
| Źródło: |                       |